# Acronymie
Ne doit pas être confondu avec Abréviation ou Sigle.
L'acronymie, est la création d'un mot — appelé acronyme — formé des initiales abréviatives (OTAN, ovni, Unicef) de plusieurs mots, ou bien de lettres ou de syllabes initiales (radar, Benelux), ou parfois d'un mélange de lettres initiales et non initiales (Medef, sida), et qui se prononce comme un mot normal et non pas lettre par lettre. Ainsi sont exclus la plupart des mots-valises (motel, progiciel, etc.) car ils contiennent des éléments qui ne sont pas initiaux dans les mots d'origine (hôtel, logiciel, etc.), et les sigles prononcés lettre par lettre (SNCF en France, STM au Québec, USA, etc.).

## Prononciation et écriture
Parfois formés entièrement de lettres initiales, les acronymes peuvent également être formés en abrégeant les mots par leur syllabe initiale. Ils se prononcent comme des mots normaux, c'est ce qui les caractérise dans le vaste ensemble des sigles et des acronymes, mais ce n'est pas ce qui les distingue nettement des sigles puisque, par exemple, « OTAN » est à la fois un sigle et un acronyme. « URSS » présente la particularité rare d'être prononcé couramment comme un sigle « pur », autrement dit épelé, lettre après lettre (c'est pourquoi il est parfois typographié « U.R.S.S. »), et aussi d'être prononcé, moins fréquemment, comme un acronyme (il est alors rendu et entendu comme le mot inventé « urse », phonétique : [yʁs]).
En général, un acronyme s'écrit :
- comme les autres sigles, entièrement en capitales[5],[6], sans points de séparation[7],[6], s'il est constitué d'initiales ; par exemple l'ADEME, l'ENA (sans accent), le TAF ou la FIFA ;
- comme un nom propre, muni d'une majuscule, s'il n'est pas uniquement constitué d'initiales[3] ; par exemple : Benelux (sans accents), Tuponia, Brafa ou Afssaps ;
- comme un nom commun, en minuscules, s'il est lexicalisé[b] ; par exemple : laser, sonar, sida, pacs, cégep (avec accent), etc.

Toutefois, certains codes typographiques ne distinguent jamais par la casse les sigles des non-sigles. On trouve par exemple écrit « AFNOR », acronyme qui n'a tendance à perdre ses capitales dans l'usage que depuis peu de temps. En outre, à partir d'une certaine longueur, de l'ordre de quatre lettres ou de six lettres selon les sources, les acronymes qui sont des noms propres s'écrivent souvent en minuscules avec une capitale initiale, qu'ils soient « sigliques » ou « syllabiques »,, : Euratom, l’Unesco,, Saviem, la Snecma, la Sofirad, l'Aramco, le Cern, les Assedic. On retrouve partiellement cette pratique dans certains dictionnaires, le Robert allant jusqu'à presque systématiser les minuscules à partir de quatre lettres : il écrit ainsi « Nasa » ou encore « Insee », et pourtant laisse les capitales de « FARC » par exemple.
Les acronymes ne portent pas la marque du pluriel, sauf lorsqu'ils ont été lexicalisés comme des noms communs : des radars, des lasers et des ovnis.

## Usage
Certaines entreprises créent des acronymes qui « sonnent » bien et cherchent ensuite a posteriori une signification pour chacune des lettres. Ce sont des cas particuliers de rétroacronymie. Un des cas les plus célèbres est celui du nylon, créé en 1938, qui a donné lieu à des rétroacronymies.
L'acronyme peut également être utilisé comme moyen mnémotechnique. Par exemple, dans l'aviation, l'acronyme ACHEVER est parfois utilisé pour lister tout ce qu'il ne faut pas oublier de vérifier avant de décoller : A pour Atterrisseur - C pour Commandes, Compensateur, Carburation (réchauffage froid), Carburation (mélange plein riche), Contact - H pour Huile, Harnais - E pour Essence - V pour Verrière, Volets - E pour Électricité, Extincteur - R pour Réglage, Radio.
Certains acronymes sont liés à l'histoire : le Komsomol, le Kominterm, la Tchéka ; notamment de la Seconde Guerre mondiale : la Gestapo, la Sipo, l'Orpo ; quelques-uns subsistent encore, comme la Kripo. Certains sigles étrangers sont même devenus des acronymes en français, avec les accents : la Guépéou qui est la prononciation russe des lettres G, P et U du sigle (GPU) de la police de l'Union soviétique de 1922 à 1934.

## Dérivation
L'acronyme peut être lexicalement « dérivé » et servir de racine à de nouveaux termes lexicaux (noms, adjectifs et verbes), par ajout de préfixes ou de suffixes : ufologie, smicard, onusien. Dans ce cas, des diacritiques peuvent, au besoin, être ajoutés au radical des dérivés : cégétiste, médefiste. Ils peuvent participer à la formation de nouveaux jargons (abusivement selon certains auteurs) ou se diffuser largement dans le vocabulaire employé par le grand public.

## Usage littéraire
Des écrivains se sont rapidement approprié ce procédé pour en jouer :
- Raymond Queneau (1903-1976) modifie leur graphie : achélème (acronymisation de HLM, qui est le sigle de « habitation à loyer modéré »)[14] ;
- d'autres auteurs inventent des acronymes originaux (en ne suivant pas exactement leur règle de formation et en insérant parfois des lettres supplémentaires sans signification) : par exemple le SDEDRERALO, le Syndicat des empêcheurs de rire en rond à l'opéra, pour R. Ducharme[14].

## Problèmes posés
Un même acronyme peut avoir des sens nombreux et très différents selon l'époque et le pays.
Comme pour la tendance aux néologismes, l'apparition rapide d'un grand nombre d'acronymes rend plus difficile encore le travail des outils de reconnaissance, traduction et traitement automatique des langues, notamment quand des acronymes sont détournés avec un changement de sens qui a par exemple une fonction humoristique ou dénonciative.

## Acronymes antiques
Le plus ancien acronyme connu est « INRI », acronyme dit « titulus crucis », de l'expression latine « Iesvs Nazarenvs, Rex Ivdæorvm » généralement traduit par : « Jésus le Nazaréen, roi des Juifs ». Sa première trace archéologique date du IVe siècle avec l'inscription conservée à Rome, à la basilique Sainte-Croix-de-Jérusalem[réf. nécessaire]. Il en est de même d'ἸΧΘΥΣ / ICHTHUS, mot grec signifiant « poisson » mais dont les lettres forment les initiales de la phrase « Jésus-Christ, Fils de Dieu, [notre] Sauveur », adopté par les premiers chrétiens persécutés en signe de reconnaissance.
La pratique de l'acronymie est également reliée aux pratiques cabalistiques et remonte sans doute, dans son principe, aux origines de l'écriture.